# Ильиных, Елена Руслановна
Еле́на Русла́новна Ильины́х (25 апреля 1994, Актау, Казахстан) — российская фигуристка в танцах на льду, Олимпийская чемпионка 2014 года в командных соревнованиях, Заслуженный мастер спорта России.
Наибольших успехов достигла в паре с Никитой Кацалаповым: олимпийская чемпионка 2014 года в командных соревнованиях и бронзовый призёр в танцах на льду на зимних Олимпийских играх 2014, бронзовый призёр чемпионата Европы 2012 года, серебряный призёр чемпионата Европы 2013 и 2014 годов, трёхкратный серебряный призёр чемпионата России 2012, 2013, 2014; чемпионка мира среди юниоров 2010 года. По состоянию на февраль 2014 года пара Ильиных/Кацалапов занимала 7-е место в рейтинге. В апреле 2014 года пара распалась по инициативе партнёра.
Со второй половины апреля 2014 года по май 2017 года Елена выступала в танцах на льду в паре с Русланом Жиганшиным. Они — чемпионы России 2015, серебряные призёры командного чемпионата мира 2015 года, серебряные призёры этапа Гран-при «Cup of Russia» сезона 2014—2015, бронзовые призёры этапа гран-при Cup of China сезона 2015—2016.
По состоянию на 16 мая 2017 года пара Ильиных/Жиганшин занимала 24-е место в рейтинге Международного союза конькобежцев (ИСУ)
.
По оценкам экспертов, для стиля Ильиных характерно тяготение к элементам высокой категории сложности — третьего и четвёртого уровней, оригинальным и порой рискованным поддержкам, высокой скорости катания, а также особая художественная выразительность и пассионарность как на льду, так и в жизни.

## Детские годы
Елена Ильиных родилась 25 апреля 1994 года в городе Актау, Казахстан, на берегу Каспийского моря в семье Лилии и Руслана Ильиных. Через два года родители развелись, девочку воспитывали мама и бабушка. В 2010 году Лилия Ильиных, набожная православная женщина, взяла в семью двухлетнего приёмного мальчика; так у Елены появился младший брат Андрей.

## Спортивная карьера

### В паре с Никитой Кацалаповым

#### Начало карьеры
Четырёхлетнюю Лену на каток впервые привела бабушка — записала в группу здоровья недалеко от дома.
Первый тренер Екатерина Волкова рекомендовала родителям перевести быстро прогрессирующего ребёнка в спортивную группу и начать заниматься всерьёз. Так девочка попала в «Сокольники» в группу Любови Малевой, а позже перешла в «Москвич» к Наталье Дубинской. В 10-11 лет в её арсенале уже значился запас тройных прыжков, но Лена хотела попробовать себя в танцах на льду, которые казались ей чем-то особенным и красивым. Вместе с Ильиных в группе у Дубинской катался Никита Кацалапов, мама которого тоже хотела, чтобы сын попробовал свои силы в танцах. Так Ильиных и Кацалапов в 2005 году в первый раз встали в пару. Самым сложным для двух бывших одиночников оказалось не освоение новой техники и элементов под руководством Ирины Лобачёвой и Ильи Авербуха, а трудности катания вдвоём. Постоянные ссоры, упрямство, капризы, неумение слышать друг друга и находить общий язык в конце концов привели к распаду пары. В 2006 году Ильиных уехала в США к Игорю Шпильбанду и Марине Зуевой, где тренировалась в одной группе с Тессой Вертью/Скоттом Моиром и Мэрил Дэвис/Чарли Уайтом. Несмотря на то, что Ильиных так и не удалось найти партнёра в США, уходить из группы Шпильбанда — Зуевой фигуристка не собиралась, пока в 2008 году не приехала на очередные зимние каникулы в Москву и не пришла покататься на лёд. Здесь она встретила бывшего партнёра Кацалапова, который после распада пары с Ангелиной Кабышевой активно пробовался с разными девушками. Через некоторое время было принято решение, что фигуристы будут кататься вместе. Осенью 2008 года Ильиных и Кацалапов вновь приступили к совместным тренировкам под руководством Александра Жулина и Олега Волкова.

#### Юниорские достижения

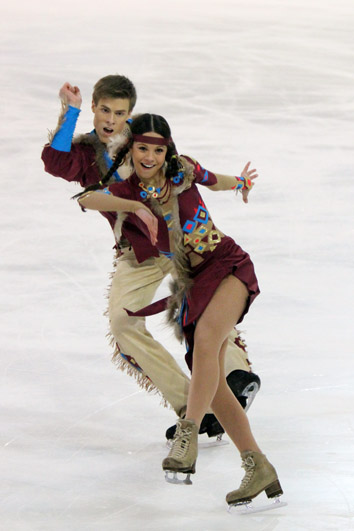
Елена и Никита Кацалапов на чемпионате мира среди юниоров.

На первенстве России среди юниоров 2009 года Елена Ильиных/Никита Кацалапов заняли четвёртое место. Далее последовала победа на финале Кубка России в Твери, после чего фигуристы вошли в юниорскую сборную команду страны.
Сезон 2009—2010 дуэт начал с убедительных побед на этапах Гран-при среди юниоров в Венгрии и Польше. Пара сразу же громко заявила о себе на международной арене. В финале серии Гран-при среди юниоров в Токио Ильиных/Кацалапов завоевали серебряные медали, уступив лишь Ксении Монько/Кириллу Халявину. Этой же паре ученики Александра Жулина проиграли и на национальном первенстве в феврале 2010 года в Саранске. После первенства России среди юниоров спортсмены вместе с тренерами и хореографом полностью сконцентрировались на тренировках. Проанализировав ошибки и расставив приоритеты, решили сделать упор на технику. На чемпионате мира в Гааге прогресс дуэта был очевиден: спортсмены, выступающие вместе всего полтора года, получили четвёртые уровни за все элементы. Результат — победа с отрывом от соперников почти в 16 баллов.

#### Первый сезон на взрослом уровне

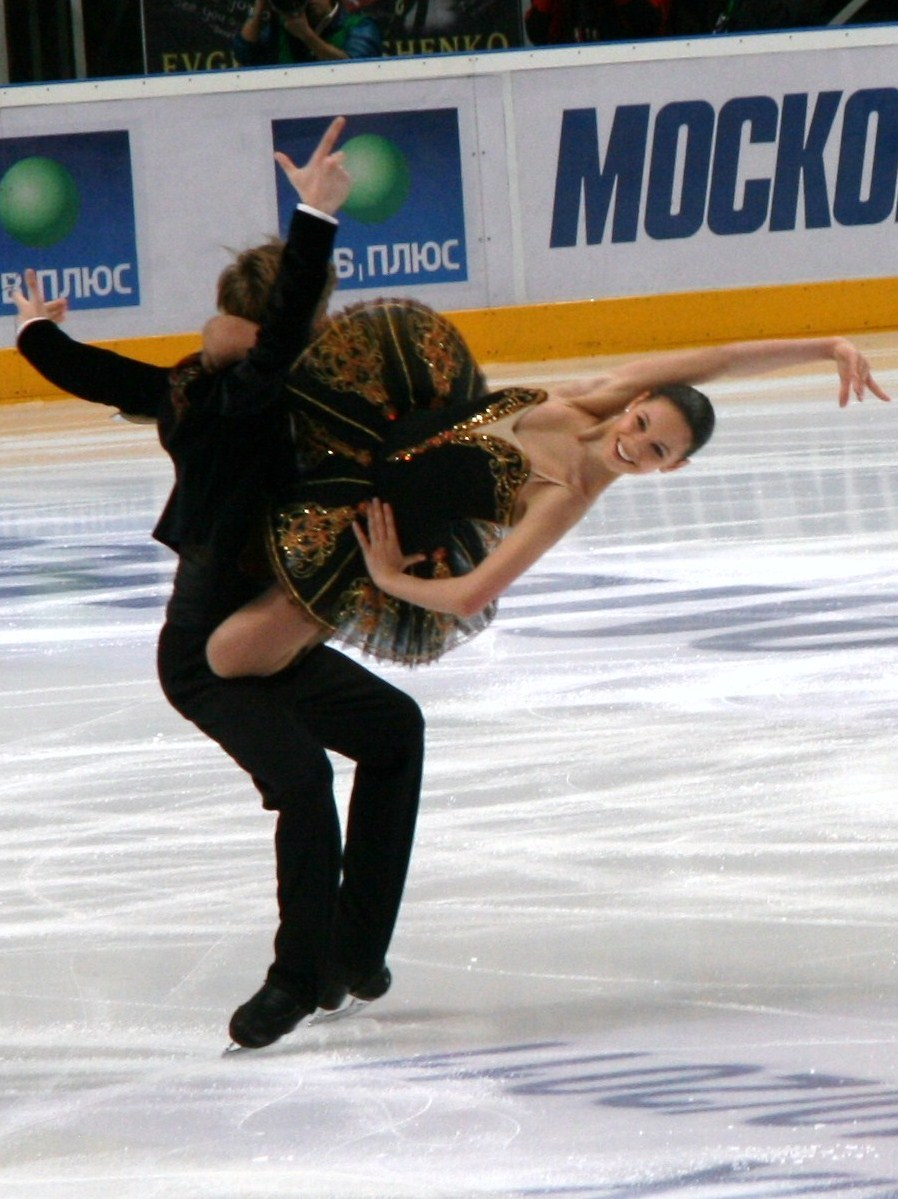
Ильиных и Кацалапов в программе на музыку из балета Дон Кихот, 2010 год

В сезоне 2010—2011 для произвольного танца Ильиных/Кацалапов выбрали музыку из балета «Дон Кихот». Хореограф Людмила Власова вспоминала, что с удовольствием ставила фигуристам эту программу: «Я и сама танцевала в «Дон Кихоте», поэтому пересматривать ничего не пришлось. Все давно заложено, тело помнит каждое движение. Лене и Никите очень шли образы: они оба эмоциональные, как бомбы, с характером и невероятной энергетикой». Пачка Елены была сделана в Большом театре. Фигуристы дебютировали на взрослом Гран-при в 2010 году на NHK Trophy, где финишировали четвёртыми. Первую медаль пара выиграла на этапе в Москве «Cup of Russia». На чемпионате России 2011 года спортсмены были вторыми после короткого танца, проигрывая Екатерине Бобровой/Дмитрию Соловьёву. В произвольном танце были четвёртыми, а финишировали на третьем месте — позади дуэтов Боброва/Соловьёв и Рязанова/Ткаченко. Тем не менее, бронзовой медали было достаточно, чтобы заработать путёвку на первый в их жизни чемпионат Европы.
На Чемпионате Европы 2011 Ильиных/Кацалапов установили новые личные рекорды в коротком танце (60,93), произвольном танце (92,55) и в общей сложности (153,48). Этот результат позволил им занять четвёртое место на дебютном первенстве континента. Они конкурировали с дуэтом Рязанова/Ткаченко за вторую путёвку на Чемпионат Мира 2011. В итоге Ильиных/Кацалапов завоевали право впервые в жизни представлять страну на мировом первенстве. На чемпионате мира заняли седьмое место. После окончания сезона фигуристы завершили сотрудничество с Александром Жулиным и Олегом Волковым, чтобы начать работать с новым тренером Николаем Морозовым. В межсезонье некоторое время провели в США в рамках подготовки к новым стартам.

#### 2011—2012 сезон

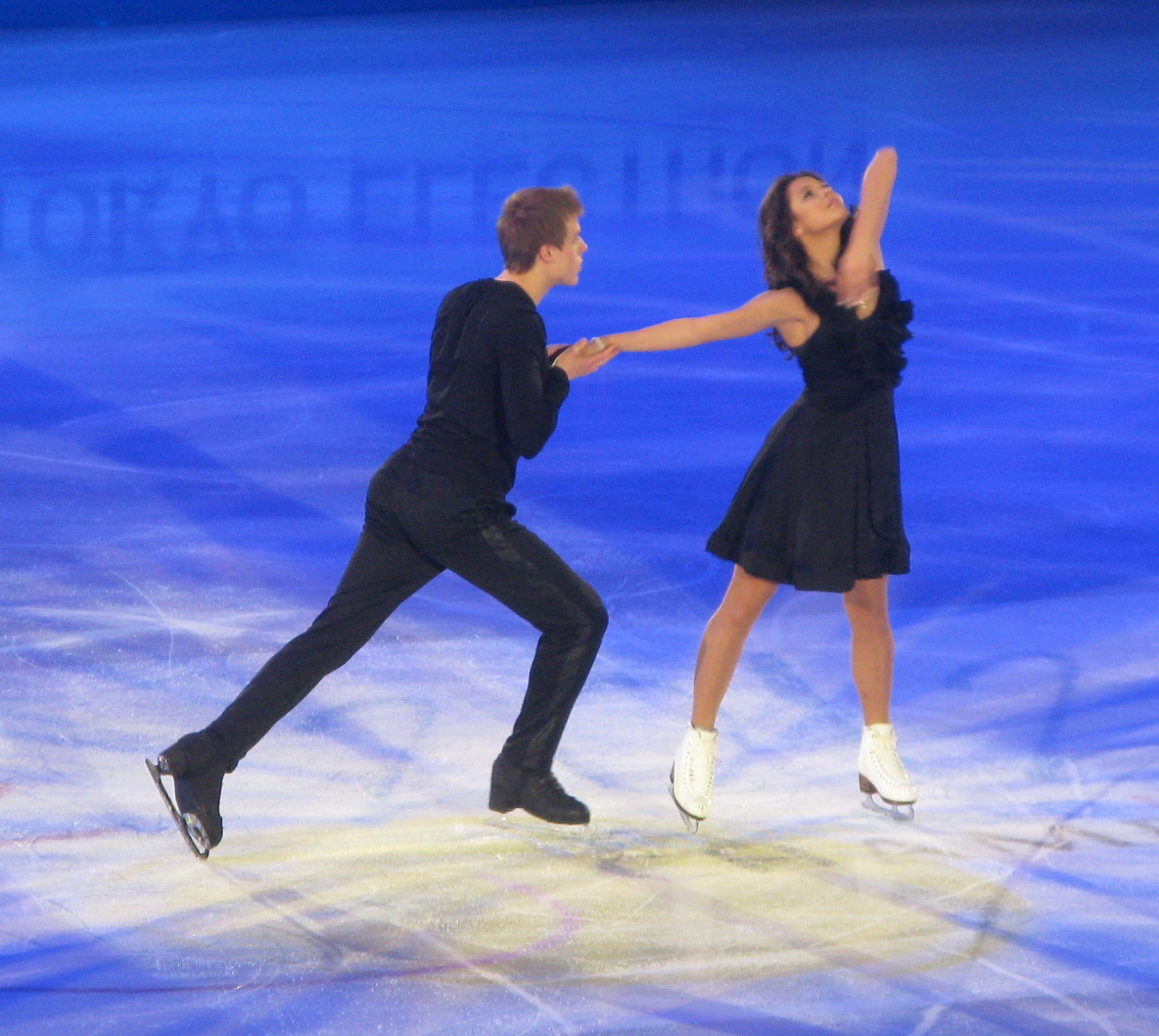
Ильиных и Кацалапов на чемпионате мира 2012.

Во взрослых соревнованиях предолимпийского цикла 2011—2014 тренером пары стал Николай Морозов, которого Ильиных позже охарактеризовала как «очень сильного психолога», не всегда действующего традиционными методами, но всегда нацеленного на результат. С обладающим универсальными навыками Морозовым, который «сам всегда точит коньки, подбирает и режет музыку, даёт советы по костюмам, ставит программы», было, помимо прочих преимуществ, просто и удобно общаться: несмотря на двукратную разницу в возрасте (Ильиных в 2014 году было 20 лет, Морозову — 39), Елена и в жизни, и в прессе обычно называла своего педагога просто Коля. Морозов, напряжённо размышляя и работая с прицелом на Олимпиаду три года, поставил паре программу «Лебединое озеро» на знаменитую музыку Чайковского, которую никто из ведущих танцевальных пар давно не использовал. Именно эта заблаговременно придуманная и превосходно обкатанная программа, как потом оказалось, обеспечила паре успех на сочинской Олимпиаде.
В новом сезоне Ильиных/Кацалапов были заявлены на два этапа Гран-при 2011 NHK Trophy и Trophée Eric Bompard. На NHK Trophy, несмотря на травму партнёрши, пара заняла третье место. На этапе Trophee Eric Bompard Елена и Никита стали четвёртыми. В 2012 году, на чемпионате России пара завоевала серебряные медали. На чемпионате Европы 2012, Ильиных/Кацалапов остановились на седьмом месте после короткого танца, но установили личный рекорд в произвольном танце, в результате чего они набрали 153,12 балла, тем самым они впервые стали призёрами Европейского чемпионата. На Чемпионате Мира пара заняла 5 место, став лучшей российской парой на турнире. В завершении сезона приняли участие в турнире World Team Trophy 2012.

#### 2012—2013 сезон

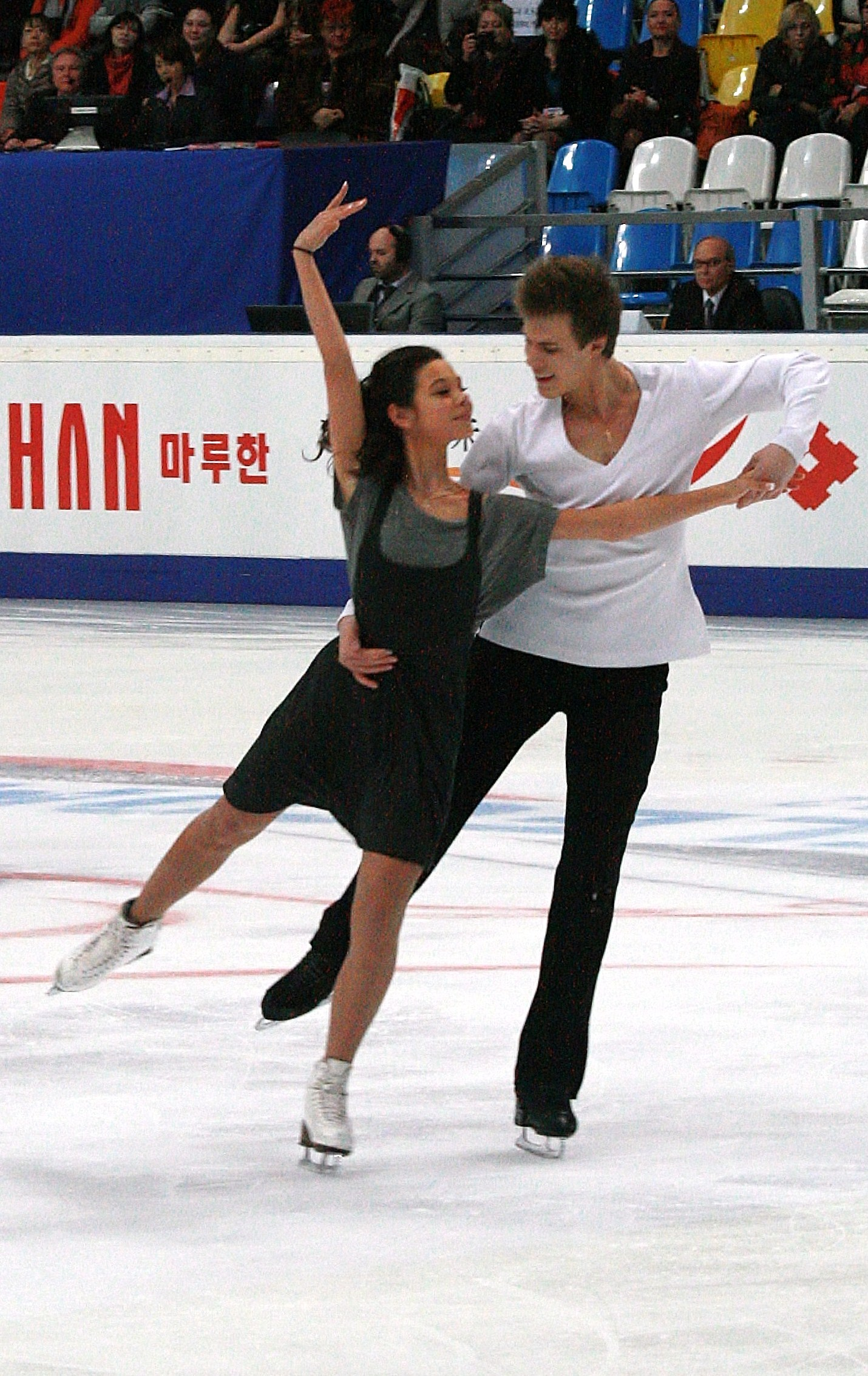
Произвольный танец на этапе Гран При в Москве

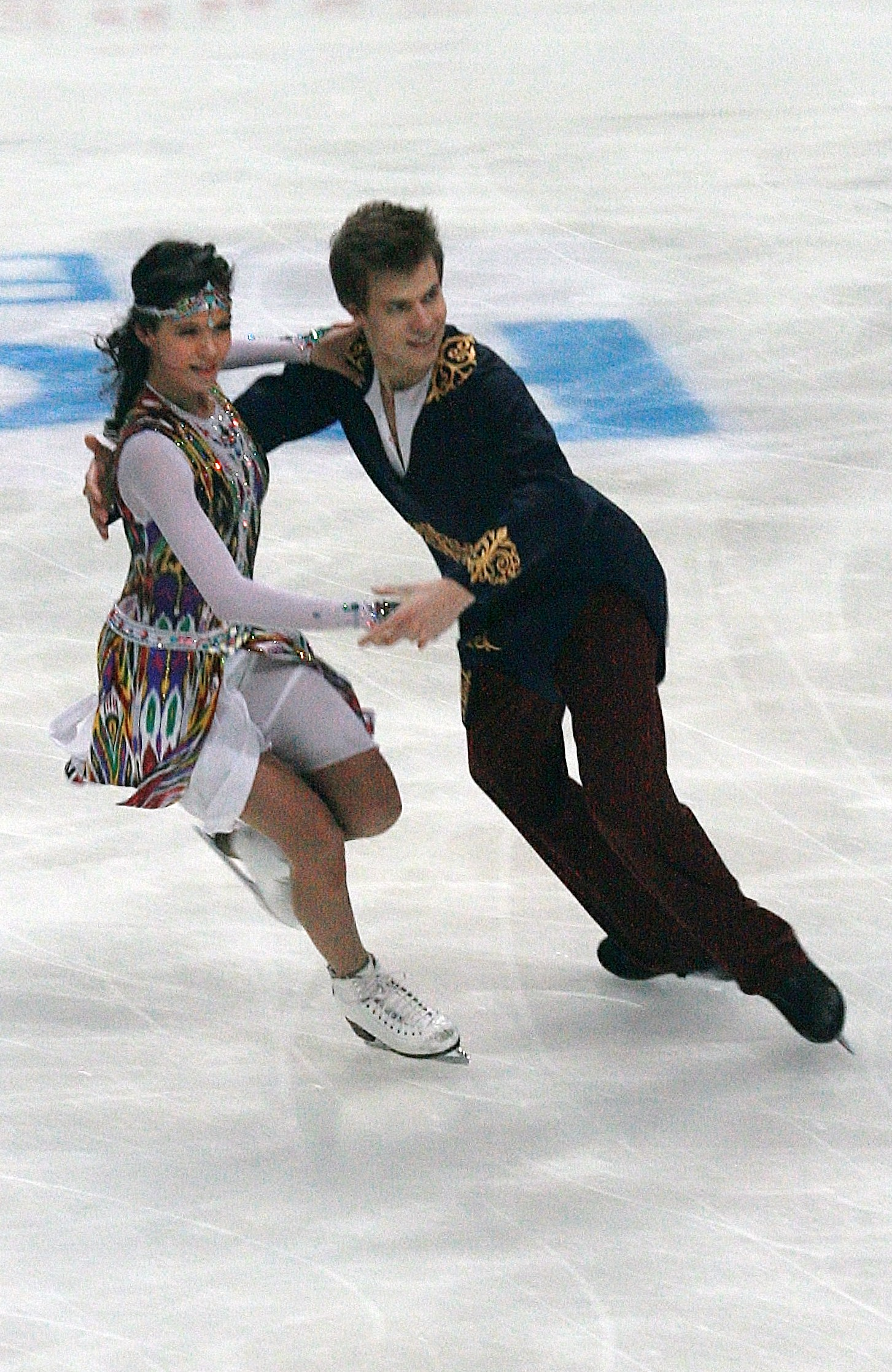
Исполнение короткого танца на этапе Гран При в Москве

Для предолимпийского сезона пара выбрала музыку из к/ф «Привидение» для произвольного танца. Ильиных/Кацалапов выиграли серебро на домашнем этапе Гран-при 2012—2013. В 2012 на турнире NHK Trophy, Ильиных и Кацалапов стали третьими после короткого танца. Елена заболела перед произвольным танцем из-за пищевого отравления, но пара не снялась с соревнований и продолжила борьбу за высокие позиции. Они заняли второе место на этом этапе и завоевали серебряную медаль, которая помогла им выйти в Финал Гран-при 2012, который состоялся в Сочи. В финале они заняли шестое место. На Чемпионате России 2013, Ильиных/Кацалапов завоевали серебряную медаль вслед за дуэтом Боброва/Соловьёв. На чемпионате Европы 2013 они заняли второе место в коротком танце и первое место в произвольном танце, чего хватило лишь на серебряную медаль. Они проиграли всего лишь 0,11 балла в борьбе за золотые медали, уступив тем же Бобровой и Соловьёву. На чемпионате мира 2013 Ильиных/Кацалапов финишировали на девятой позиции.

#### Олимпийский сезон

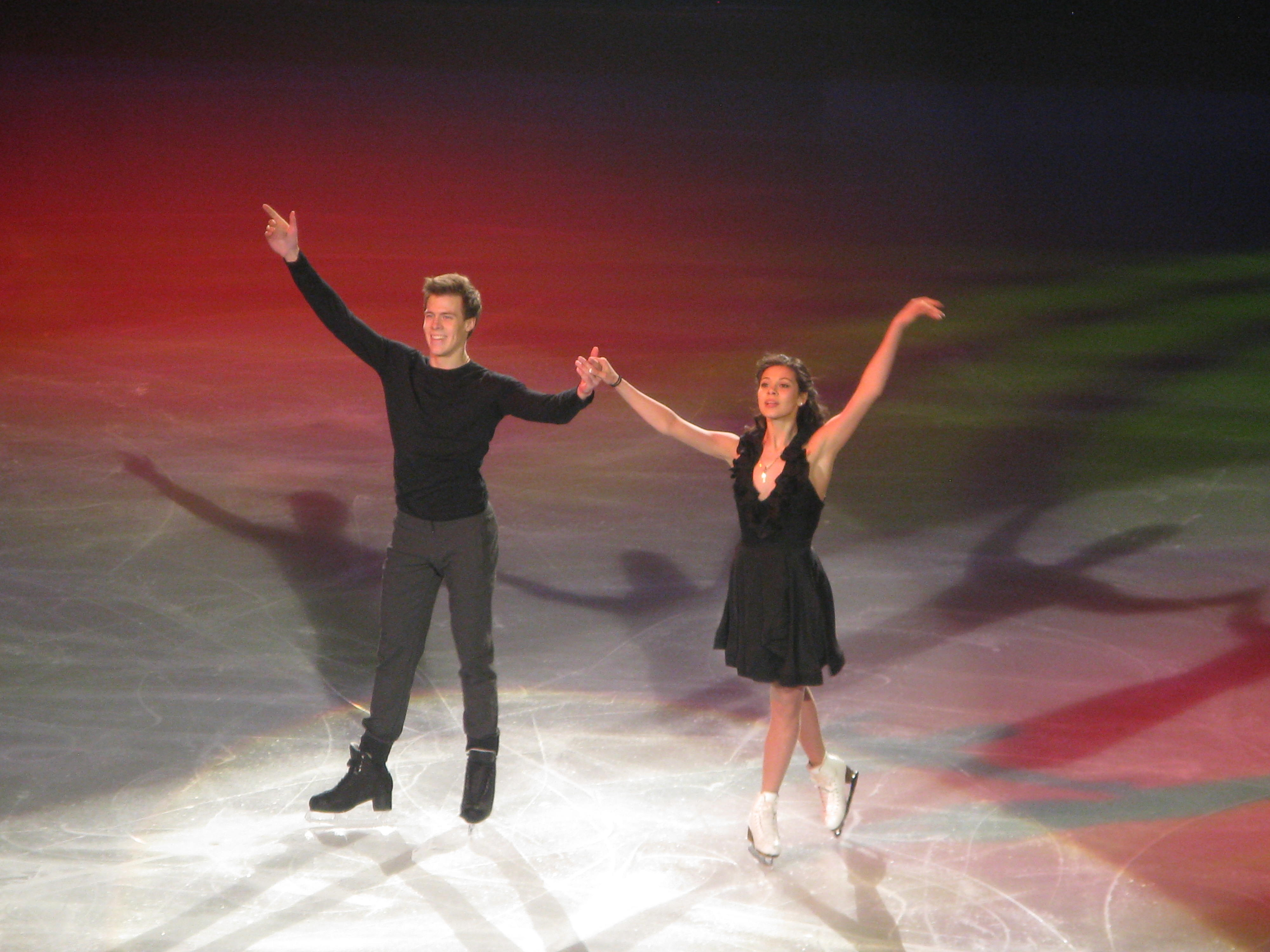
Ильиных и Кацалапов на Bompard 2013.

Сезон начался с турнира Гран-при NHK Trophy, где дуэт занял четвёртое место. На следующем этапе Trophee Eric Bompard фигуристы замечательно откатали обе программы и побили личные рекорды в обоих танцах, набрав 171,89 баллов, и выиграли серебряную медаль, оказавшись впереди хозяев соревнований Натали Пешала/Фабиан Бурза.
На чемпионате России 2014 Елена и Никита, допустив грубую ошибку в произвольном танце, вновь заняли второе место, уступив Бобровой и Соловьёву, а затем из-за ошибки на твизлах упустили золотую медаль и на чемпионате Европы 2014, набрав на 1,1 балла меньше, чем победители Каппелини/Ланотте.
На зимней Олимпиаде 2014 года в Сочи Ильиных и Кацалапов были заявлены на произвольный танец командных соревнований. Партнёры по команде выступили отлично, став претендентами на золотую медаль. Ильиных/Кацалапов блестяще откатали поставленную Николаем Морозовым программу на музыку Чайковского из «Лебединого озера», обновив не только свой личный рекорд, который составлял теперь 103,48 балла, но и стали олимпийскими чемпионами в командных соревнованиях. В произвольном танце взрослеющие партнёры, по оценкам специалистов, мощно прибавили не только в технике, но и в выразительности, исполнив несколько оригинальных и впечатляющих поддержек четвёртого уровня. В индивидуальных соревнованиях Ильиных/Кацалапов завоевали бронзовую медаль, проиграв только двум лучшим дуэтам последних сезонов Мэрил Дэвис/Чарли Уайт и Тессе Вирту/Скотту Мойру. Они показали свой лучший результат как в коротком танце, набрав 73.04 балла, так и в произвольном танце, набрав 110.44 балла. Общий результат составил 183,48 балла. В ходе Олимпиады в прессе впервые появилась информация о том, что пара скоро может расстаться, однако тренер Морозов тогда назвал это «слухами, которые нервируют спортсменов».
Чемпионат мира состоялся в Японии с 24 марта по 30 марта. Накануне состязаний танцевальных пар, 26 марта, агентство ТАСС со ссылкой на анонимный источник сенсационно сообщило о том, что это выступление пары Ильиных/Кацалапов — последнее, и в дальнейшем Никита будет кататься с Викторией Синициной; данное сообщение ТАСС породило «грандиозный скандал» и повергло Елену Ильиных перед стартом, как потом она вспоминала, на грань нервного срыва. При этом тренер Морозов продолжал невозмутимо утверждать, что ни о каком распаде не слышал. В отсутствие Мэрил Дэвис/Чарли Уайта и Тессы Вирту/Скотта Мойра Ильиных и Кацалапов были главными фаворитами соревнований, но из-за грубой ошибки партнёра в короткой программе заняли лишь четвёртую строчку. Как вскоре выяснилось, это была их «лебединая песня».

#### Распад пары с Кацалаповым
4 апреля 2014 года Кацалапов прямо на диспансеризации поблагодарил Елену за сотрудничество и объявил, что больше выступать с нею не будет. Комментируя распад лучшей российской танцевальной пары в газете «Труд», экс-чемпион мира, ныне всемирно известный тренер Александр Жулин, давно и хорошо знакомый и с Ильиных, и с Кацалаповым, и с Морозовым, назвал причины события:

Когда оба партнёра — ярко выраженные лидеры, это зачастую мешает нормальной работе. Во-вторых, кто-то из них влюбляется в третьего человека. И сейчас у Лены Ильиных и Никиты Кацалапова тоже возникла аналогичная ситуация. Когда получается любовный треугольник или прочие помехи, пара не может долго существовать, какой бы перспективной она ни казалась.
— Александр Жулин
Сама Елена в мае 2014 года в интервью газете «Спорт-Экспресс» прокомментировала распад пары так: «Я слишком долго была в роли девушки, которая борется за Никиту. История закончена. Моё дело сейчас — как можно быстрее начать следующий этап в жизни. Так, чтобы не делать на этом пути лишних и ненужных шагов…».
О распаде перспективной пары резко негативно отозвалась Татьяна Тарасова; помимо творческих издержек известный тренер указала также на возможные проблемы с финансированием двух вновь образовавшихся дуэтов, за дальнейшие успехи которых трудно поручиться. Тренер Марина Зуева, шокированная распадом, считала, что пара Ильиных/Кацалапов имела «огромное будущее» и могла составить конкуренцию чемпионским дуэтам. Недовольство сумбурной трансформацией пар выражал также гендиректор Федерации фигурного катания РФ Валентин Писеев, назвав это попыткой «разрушить танцы в России». Двукратный олимпийский чемпион Евгений Платов поражался, «как с государственной точки зрения можно было допустить развал дуэта, ставшего после ухода всех прежних лидеров первым дуэтом мира и, безусловно, способного завоевывать золотые медали». Напротив, с пониманием отнеслась к распаду пары многократная олимпийская чемпионка и чемпионка мира Ирина Роднина, не раз в своей карьере проходившая через подобные испытания. Мнения других авторитетных специалистов и спортивных функционеров также разделились.
Во время январского чемпионата Европы-2015 в Стокгольме на фоне неудачного выступления Ильиных с новым партнёром и отсутствия Кацалапова, чей дуэт вовсе не прошёл отбор, в прессе и блогосфере появилась информация, упомянутая газетой «Спорт-Экспресс», о том что пара Ильиных/Кацалапов в третий раз может воссоединиться.

### В паре с Русланом Жиганшиным

#### Сезон 2014—2015
В сложившихся обстоятельствах Ильиных и Руслан Жиганшин решили попробовать кататься вместе, так же как и их бывшие партнёры. Фигуристы вместе начали готовиться к сезону 2014—2015 под руководством Светланы Алексеевой и Елены Кустаровой. Музыкальным сопровождением короткого танца, поставленного испанским хореографом Антонио Нахарро, стала опера Жоржа Бизе «Кармен». Для произвольного танца Елена и Руслан выбрали композицию «Appassionata» Secret Garden и «Anthony and Cleopatra» Ferrante and Teicher. Пара дебютировала на китайском этапе Гран-при в ноябре и заняла четвёртое место. Через неделю на московском этапе Гран-при фигуристы продемонстрировали прекрасное катание и заняли 2-е место, попутно улучшив свои спортивные достижения недельной давности. На этом же этапе впервые состоялось очное соревнование бывших партнёров: Елены и Никиты, Виктории и Руслана. По окончании серии Гран-при оказалось, что Ильиных и Жиганшин в первом совместном сезоне смогли пробиться в Барселону в финал. Как сказала Елена, она «мечтала показать „Кармен“ в Барселоне». Среди лучших пар мира в финале серии Гран-при Ильиных и Жиганшин заняли шестое место. По оценке газеты «Коммерсантъ», «яркий короткий танец „Кармен“ нравится всем, а вот произвольный „Appassionata“ Secret Garden такого сильного впечатления не производит».
На чемпионате России 2015 года, после короткого танца Ильиных/Жиганшин лидировали, набрав 70,35 балла, тем самым улучшив свой личный рекорд в коротком танце (официально рекорд регистрируется лишь на международных соревнованиях). По итогам произвольного танца Елена и Руслан набрали 101,06 балла (опять же улучшив свой личный рекорд), но проиграли Монько/Халявину, став вторыми в произвольном танце. По общему числу набранных баллов Ильиных и Жиганшин заняли первое место, став чемпионами России в своём первом совместном сезоне.
На Чемпионате Европы 2015 года в Стокгольме удачный прокат «Кармен» изобиловал сложнейшими элементами, в частности, твизлами и поддержками четвёртого уровня. После короткого танца пара была второй с 69,94 баллами, чуть отставая от французов Габриэлы Пападакис и Гийома Сизерона. В произвольном танце, ещё более усложнённым в сравнении с чемпионатом России, пару Ильиных/Жиганшин подстерегла неудача: при заходе на поддержку Елена допустила ошибку, зацепилась коньком за брюки Руслана, распоров их на бедре, при этом партнёр получил порез. Помарки были допущены в твизлах и шагах. Из-за сорванного элемента пара оказалась в произвольной программе восьмой, а в общем итоге откатилась на четвёртое место, оставшись без медалей и пропустив на третью позицию Александру Степанову и Ивана Букина.
На Чемпионат мира 2015 года в Шанхае Ильиных, по её словам, приехала без суперцели попасть на пьедестал, пара поставила себе главной задачей прокатать обе программы чисто, получить хорошие баллы, показать судьям, что новый дуэт способен прогрессировать. После короткой программы с танцем «Кармен» были пятыми с 69,46 балла, отставая от лидеров, американской пары Эван Бейтс/Мэдисон Чок на 5 баллов. В произвольной программе партнёры из-за потери внимательности и концентрации сорвали твизлы, что отбросило их на седьмую позицию с результатом 164, 84 балла, с отставанием от чемпионов Пападакис/Сизерон почти на 20 баллов. Седьмое место Ильиных/Жиганшина вместе с неудачным выступлением двух других российских дуэтов лишило сборную России одного места на следующем чемпионате мира, где страна будет представлена только двумя парами. Экс-чемпион мира и Европы Илья Авербух признал результат дуэта Ильиных/Жиганшин в Шанхае удачным, посетовал, что им немного не хватило сил, порекомендовал паре искать своё узнаваемое лицо, при этом советовал ни Ильиных, ни Кацалапову ни в коем случае не думать, чтобы вновь выступать в тандеме. Олимпийская чемпионка 1988 года в танцах на льду Наталья Бестемьянова критиковала легкомысленный внешний вид Ильиных на турнире, заставляющий усомниться, что фигуристка приехала бороться за высокие места. А также выразила мнение, что несмотря на то, что Ильиных — «спортсменка талантливая, красивая, были прекрасные задатки», но пары с Жиганшиным у Елены не получилось.
На командном чемпионате мира-2015 в Токио заняли четвёртое место среди танцевальных пар, вся команда России оказалась второй.

#### 2015—2016
Предложенная Ильиных идея произвольного танца нового сезона, поставленного хореографом Антонио Нахарро, — история любви двух творческих личностей под саундтрек из фильма о мексиканской художнице Фриде Кало. Первое представление танца состоялось в сентябре 2015 на открытом прокате сборной России в Сочи. Следующий официальный старт пришёлся в Саранске на турнире Мордовские узоры в октябре. Здесь были улучшены все свои прежние достижения и пара уверенно заняла первое место. В начале ноября фигуристы выступили на этапе Гран-при Ауди Кубок Китая. В итоге они заняли третье место. Во время выступления на Cup of Russia, в короткой программе Руслан Жиганшин упал на твизлах. Благодаря удачно исполненной произвольной программе фигуристы стали в итоговом зачёте пятыми, — отстав от пары Синицина/Кацалапов на две позиции и не попав в финал Кубка в Барселону. На национальном чемпионате выступили не очень удачно, допустили падение в короткой программе. В сложной борьбе финишировали на четвёртом месте, на чемпионат Европы 2016 года в Братиславе не попали. В конце февраля 2016 года стало известно, что Ильиных/Жиганшин решили пройти двухмесячную стажировку под руководством Игоря Шпильбанда в США.

#### 2016—2017
Новый предолимпийский сезон пара планировала начать в Германии в сентябре на турнире Небельхорн. Однако травма Руслана вынудила фигуристов сняться с турнира. В середине октября российские танцоры начали предолимпийский сезон на этапе Гран-при в Чикаго, где на Кубке Америки они заняли место в середине турнирной таблицы. В середине ноября фигуристы выступали на очередном этапе Гран-при в Париже, где на турнире Trophée de France они также финишировали за чертой призёров. В конце ноября российские танцоры выступали на таллинском трофее, где они уверенно выиграли и превзошли все прошлые свои спортивные достижения. Ильиных с Жиганшиным улучшила свои прежние результаты с Кацалаповым в сумме и короткой программе. В конце декабря на национальном чемпионате в Челябинске фигуристы в сложной борьбе заняли четвёртое место, проиграв сотые балла за бронзовые медали.
В завершение сезона в середине мая Руслан принял решение завершить активную спортивную карьеру. Елена встала в пару с Антоном Шибневым, но и он вскоре завершил карьеру.

## Рекорды пар
| В паре с :          | Рекорд в короткой программе | Рекорд в произвольной программе | Общий рекорд |
| ------------------- | --------------------------- | ------------------------------- | ------------ |
| Никитой Кацалаповым | 73,04 балла                 | 110,44 балла                    | 183,48 балла |
| Русланом Жиганшиным | 76,04 балла                 | 109,15 балла                    | 185,19 балла |
| Антоном Шибневым    | 61,18 балла                 | 86,46 балла                     | 147,64 балла |

## Программы
(с Русланом Жиганшиным)
| Сезон     | Короткий танец | Произвольный танец                                                                                             | Показательные выступления                                              |
| --------- | --- | --- | ---------------------------------------------------------------------- |
| 2016—2017 | Ray Charles-Big Bad Love (With Diana Ross) Benny Goodman-Sing, Sing, Sing (свинг)                                           | Slumdog Millionaire (soundtrack) Ang Laga De by Aditi Paul                                                     |                                                                        |
| 2015—2016 | Waltz: Queen Medley: Somebody to Love / We Will Rock You                                                                    | Frida by Elliot Goldenthal                                                                                     | I Put a Spell on You performed by Annie Lennox                         |
| 2014—2015 | Aragonaise from «Carmen Suite» by Georges Bizet / Torrero from «Carmen Suite» by Georges Bizet (choreo. by Antonio Najarro) | Appassionata by Secret Garden / Anthony and Cleopatra Theme by Ferrante and Teicher (choreo. by Ilia Averbukh) | «Je t’aime» — Lara Fabian или «Любовь, похожая на сон» — Алла Пугачёва |

(с Никитой Кацалаповым)
| Сезон     | Оригинальный/Короткий танец                                                             | Произвольный танец                                                           | Показательные выступления                                               |
| --------- | --------------------------------------------------------------------------------------- | ---------------------------------------------------------------------------- | ----------------------------------------------------------------------- |
| 2013—2014 | «Bei Mir Bist Du Schön» «Sixteen Tons» «Sing, Sing, Sing»                               | «Лебединое озеро» Пётр Ильич Чайковский                                      | Снег исп. Филипп Киркоров и Настя Петрик                                |
| 2012—2013 | Андижанская полька                                                                      | Привидение (мюзикл) Дэйв Стюарт и Глен Баллард                               | Кони привередливые Владимир Высоцкий исп. Гарик Сукачёв                 |
| 2011—2012 | HipHip ChinChin Club des Belugas Mas Que Nada Сержио Мендес Mujer Latina Kike Satander  | Ave Maria исп. Томас Спенсер-Уортли                                          | Black Velvet Аланна Майлз Someone like you Адель                        |
| 2010—2011 | Вальс из саундтрека к фильму «Агония» Альфред Шнитке и Red Tango в исполнении Баян-Микс | Музыка из балета «Дон Кихот» Людвиг Минкус                                   | «I Put a Spell on You» Nina Simone Petite Fleur & Rock Around the Clock |
| 2009—2010 | Фольклор Анд: Заклинания                                                                | Саундтрек из фильма «Список Шиндлера» Джон Уильямс и мюзикл Скрипач на крыше | Petite Fleur & Rock Around the Clock                                    |
| 2008—2009 | Selections & «Sing, Sing, Sing»                                                         | Selections Globus                                                            |                                                                         |

## Спортивные достижения
(с Р. Жиганшиным)
| Соревнования                      | 2014—2015 | 2015—2016 | 2016—2017 |
| --------------------------------- | --------- | --------- | --------- |
| Чемпионаты мира                   | 7         |           |           |
| Чемпионаты Европы                 | 4         |           |           |
| Командные чемпионаты мира         | 2         |           |           |
| Финалы Гран-при                   | 6         |           |           |
| Этапы Гран-при: Cup of China      | 4         | 3         |           |
| Этапы Гран-при: Cup of Russia     | 2         | 5         |           |
| Этапы Гран-при: Skate America     |           |           | 5         |
| Этапы Гран-при: Trophée de France |           |           | 4         |
| Таллинский трофей                 |           |           | 1         |
| Чемпионаты России                 | 1         | 4         | 4         |
| Мордовские узоры                  |           | 1         |           |

(с Н.Кацалаповым)
| Соревнования                                    | 2008—2009 | 2009—2010 | 2010—2011 | 2011—2012 | 2012—2013 | 2013—2014 |
| ----------------------------------------------- | --------- | --------- | --------- | --------- | --------- | --------- |
| Зимние Олимпийские игры                         |           |           |           |           |           | 3         |
| Зимние Олимпийские игры. Командные соревнования |           |           |           |           |           | 1         |
| Чемпионаты мира                                 |           |           | 7         | 5         | 9         | 4         |
| Чемпионаты Европы                               |           |           | 4         | 3         | 2         | 2         |
| Чемпионаты мира среди юниоров                   |           | 1         |           |           |           |           |
| Чемпионаты России                               |           |           | 3         | 2         | 2         | 2         |
| Первенство России среди юниоров                 | 4         | 2         |           |           |           |           |
| Финалы Гран-при                                 |           |           |           |           | 6         |           |
| Trophée Eric Bompard                            |           |           |           | 4         |           | 2         |
| NHK Trophy                                      |           |           | 4         | 3         | 2         | 4         |
| Cup of Russia                                   |           |           | 3         |           | 2         |           |
| Финалы юниорского Гран-при                      |           | 2         |           |           |           |           |
| Этапы юниорского Гран-при, Венгрия              |           | 1         |           |           |           |           |
| Этапы юниорского Гран-при, Польша               |           | 1         |           |           |           |           |

## Личная жизнь и личность
Касаясь длительного периода творческого сотрудничества с Н. Кацалаповым и циркулирующей в связи с этим информации, Ильиных в интервью для печати отметила: «С Никитой у нас не было романтических отношений, были только рабочие». В 2015 году непродолжительный роман связывал Елену с баскетболистом второй команды ЦСКА Вячеславом Федорченко.
Елена замужем за артистом балета Сергеем Полуниным. У пары трое сыновей, каждому из которых родители дали необычное имя: Мир, Дар и Эра.
Ильиных была связана рекламным контрактом с брендом «Pantene», принадлежащим корпорации Procter & Gamble. Во время сочинской Олимпиады по телевидению широко транслировались рекламные ролики парфюмерных товаров с её участием, сопровождавшиеся слоганом «Мы подарим вам танец!».
По поведенческому типу — экстраверт, сверхэмоциональный человек с выраженной экспрессией в спорте и в жизни. Исповедует православное христианство, всякий раз перед выступлением осеняет себя крестным знамением. Владеет американским английским языком, которому обучилась за время, проведённое в США.
Руслан Жиганшин в начале их второго совместного сезона характеризовал Ильиных не только как яркую партнёршу на льду, но и как «очень заботливого и внимательного по жизни человека».
В ряде обозрений, репортажей, интервью тренеры и журналисты, специализирующиеся на фигурном катании, не раз отмечали лидерские качества и не по возрасту зрелые рассуждения 20-летней Ильиных о спортивных, околоспортивных и житейских проблемах, далеко выходящие за тематические рамки. Благодаря авантажным свойствам личности Елена в разных сферах деятельности уверенно и на равных держится с людьми намного старше себя. Задавая фигуристке вопрос о роли лидера в паре с Жиганшиным, Елена Вайцеховская, в частности, приводит такой многоплановый ответ Ильиных: «Женский опыт подсказывает мне, что никогда нельзя давить на партнёра сверх меры. Ни в жизни, ни в спорте, ни в бизнесе».

## Награды и спортивные звания
- Орден Дружбы (24 февраля 2014 года) — за большой вклад в развитие физической культуры и спорта, высокие спортивные достижения на XXII Олимпийских зимних играх 2014 года в городе Сочи[63][64].Вручение Ордена Дружбы. В. В. Путин и Елена

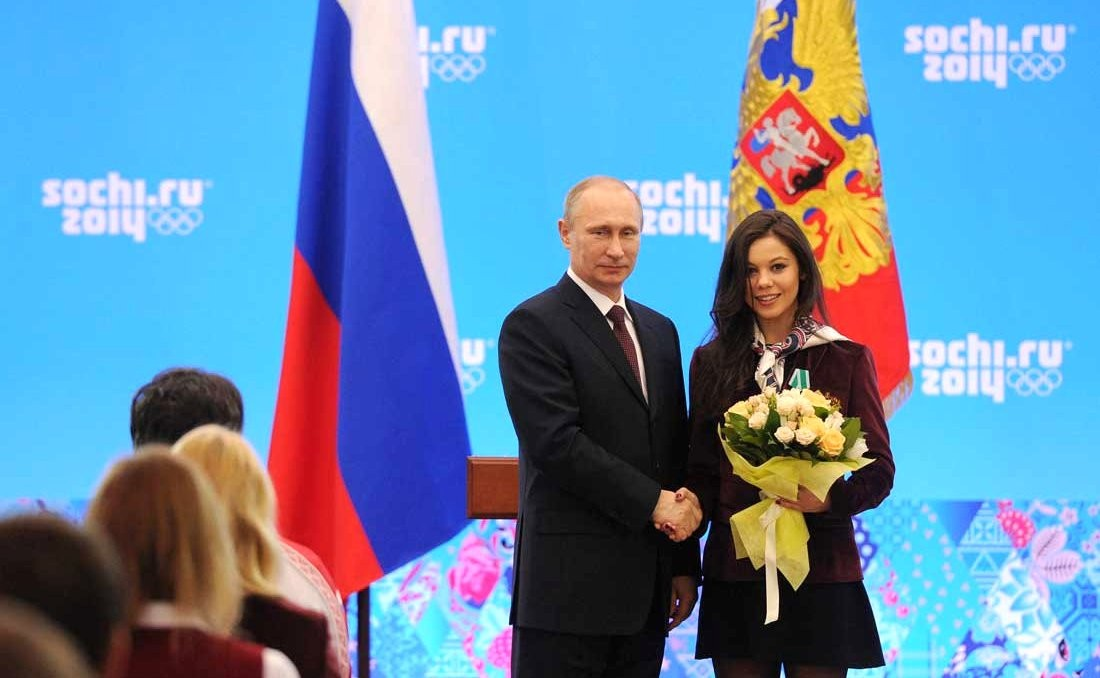
Вручение Ордена Дружбы. В. В. Путин и Елена

- Заслуженный мастер спорта России (10 февраля 2014 года)[65]
- Мастер спорта России международного класса (23 мая 2011 года)[66].